# Kvistskål
Kvistskål (Hymenoscyphus calyculus) är en svampart som först beskrevs av James Sowerby, och fick sitt nu gällande namn av William Phillips 1887. Hymenoscyphus calyculus ingår i släktet Hymenoscyphus och familjen Helotiaceae.   Inga underarter finns listade i Catalogue of Life.
I den svenska databasen Dyntaxa används istället namnet Hymenoscyphus conscriptus för samma taxon.  Arten är reproducerande i Sverige.

## Källor

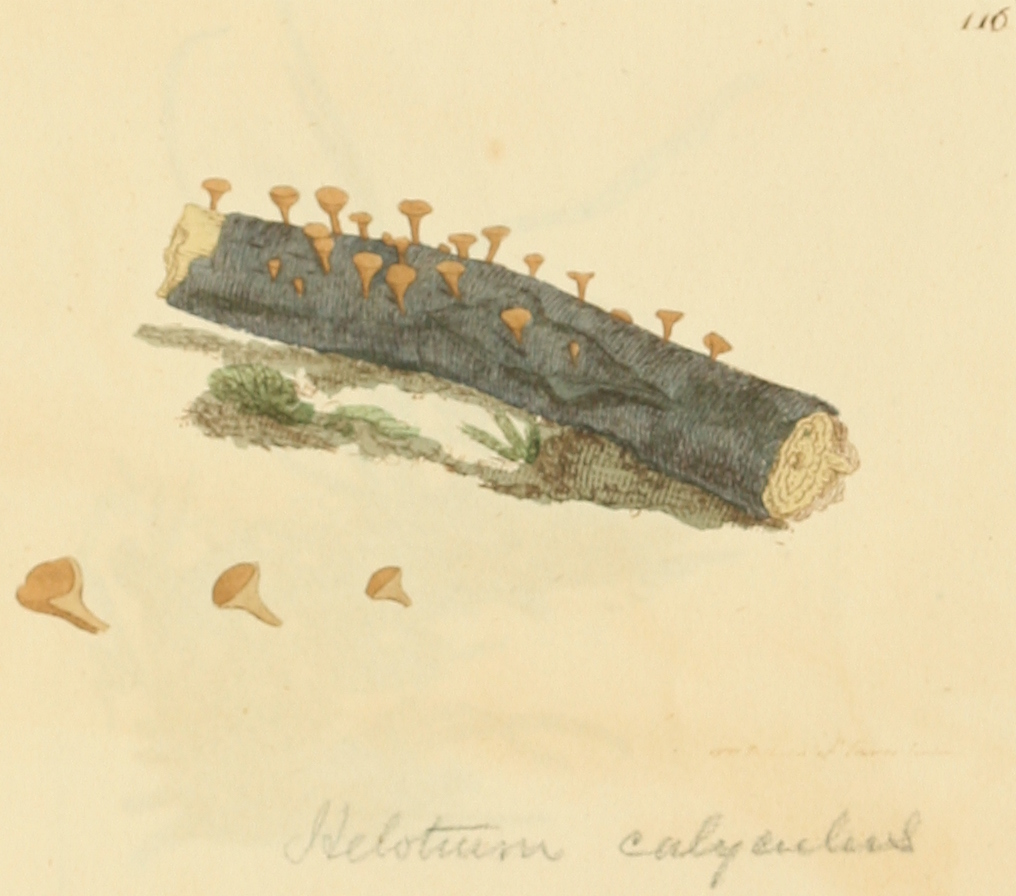
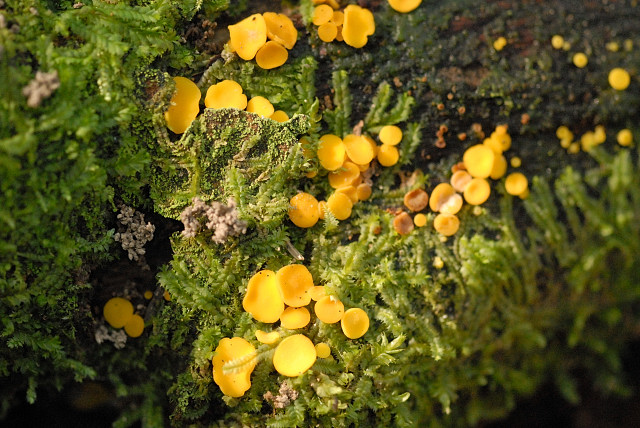